# Uroboro

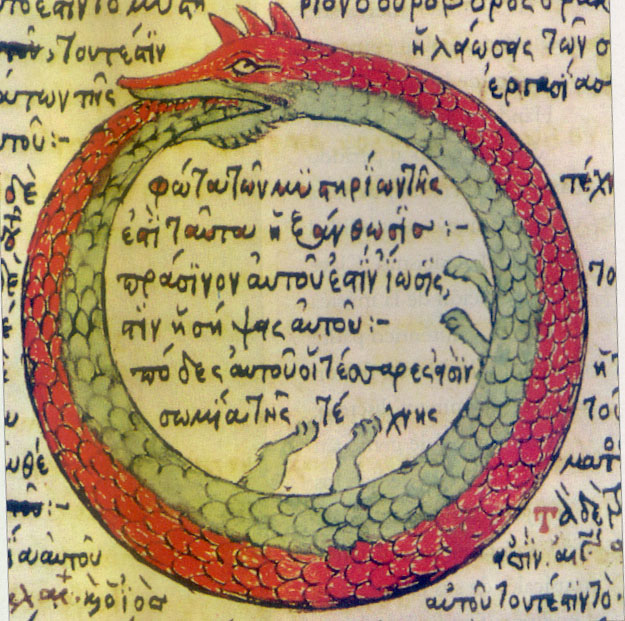
Miniatura raffigurante un uroboro, da una copia, fatta nel 1478 da Theodoros Pelecanos, di un perduto trattato alchemico attribuito a Sinesio di Cirene (370-413)

L'urobòro è un simbolo che raffigura un serpente o un drago che si morde la coda formando così una figura circolare.
Simbolo molto antico, presente in molti popoli e in diverse epoche apparentemente immobile, ma in eterno movimento, rappresenta il potere che divora e rigenera sé stesso, l'energia universale che si consuma e si rinnova di continuo, la natura ciclica delle cose, che ricominciano dall'inizio dopo aver raggiunto la propria fine. Simboleggia quindi l'unità, la totalità del mondo, l'infinito, l'eternità, il tempo ciclico, l'eterno ritorno, l'immortalità e la perfezione.

## Significato simbolico nella tradizione occidentale

### Origine del nome

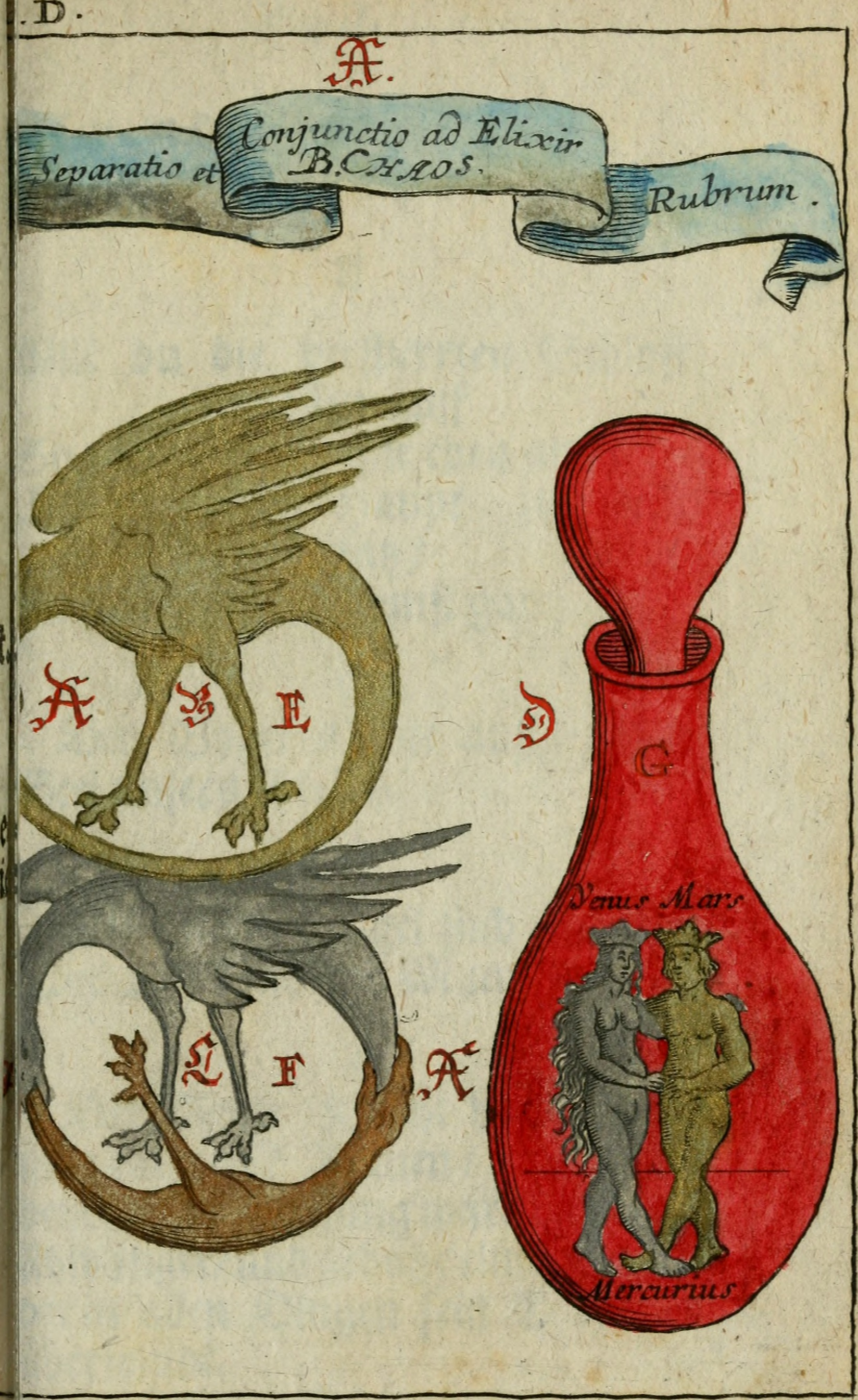
Compendio alchemico Pandora explicata del 1706 di Johann Michael Faust con uroboro doppio

Uroboro deriva dal greco οὐροβόρος / οὐρηβόρος (ὄφις), ourobóros / ourēbóros (óphis) composto di οὐρά (coda) e del suffisso -βόρος, corrispondente al latino -voro; dunque (serpente) che si morde la coda. Un'etimologia «ermetica» legata alla tradizione alchimistica, frutto di libere associazioni non fondate su basi linguistiche, farebbe risalire l'ouroboro a un «re serpente»: «In lingua copta Ouro significa "re", mentre ob, in ebraico, significa "serpente"». Alexander Roob la mette in relazione ad alcune illustrazioni del serpente ouroboro, che si trovano nell'opera Donum dei dell'alchimista Abraham Eleazar, pubblicata a Erfurt nel 1735.

### Antico Egitto

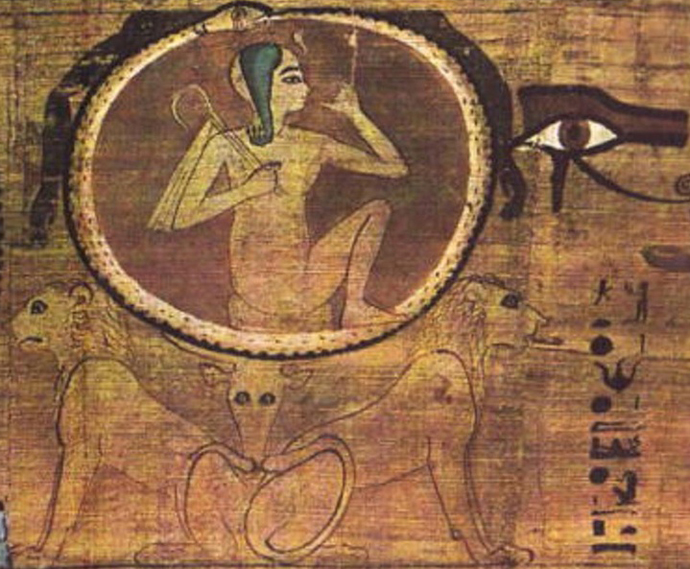
Horus bambino, il Sole nascente circondato dal serpente Mehen nel Papiro di Dama-Heroub

La più antica rappresentazione di un uroboro si trova in un antico testo funerario egizio, chiamato The Enigmatic Book of the Netherworld, ritrovato nella tomba (KV62) del Faraone Tutankhamon della XVIII Dinastia.
Nell'immagine, incisa all'interno del secondo scrigno, che conteneva il Sarcofago del Re, sono rappresentati due serpenti che si mordono la coda e circondano la testa e i piedi di una figura divina mummiforme. Entrambi i serpenti sono manifestazioni della divinità Mehen, il benefico Dio serpente che protegge la Barca solare di Ra e il cui nome significa "colui che è arrotolato".
Un'altra famosa immagine è quella che si trova nel Papiro di Dama-Heroub, della XXI dinastia, nella quale si trova Horus bambino, all'interno del Disco Solare, sostenuto dal Leone Akhet (simbolo dell'orizzonte dove il sole sorge e tramonta) e circondato dal dio serpente Mehen, ancora una volta nella forma di un uroboro.
Un capitolo a parte va riservato all'interpretazione della figura geroglifica dell'uroboro fatta da Orapollo, scrittore egiziano di Nilopoli, autore di Hieroglyphiká, un'opera in due libri in lingua copta sui geroglifici, non anteriore al sec. IV d.C., scoperta nel 1422 dal viaggiatore Cristoforo Buondelmonti e portata alla corte di Cosimo de' Medici. Quest'opera, concepita probabilmente in un ambiente di eruditi che cercavano di recuperare la misteriosa scrittura egizia, di cui ormai si erano perse le tracce, ebbe un'amplissima diffusione nel Rinascimento e nei secoli successivi. Fino, infatti, alla scoperta del reale significato dei geroglifici egizi compiuta da Champollion, si ritenne che il libro di Orapollo fosse in grado di rivelare i significati morali e religiosi dei misteriosi geroglifici egizi.
Nel Libro Primo, Capitolo Secondo non viene nominato l'uroboro, ma viene descritto un Serpente che si divora la coda quale simbolo usato dagli antichi Egizi per descrivere il Mondo, l'Universo e l'Unità di Tutte le cose:
 Inoltre, al capitolo LXXXVII del Libro dei Morti, viene descritto un serpente che sembra rimandare all'uroboro:

### Gnosticismo

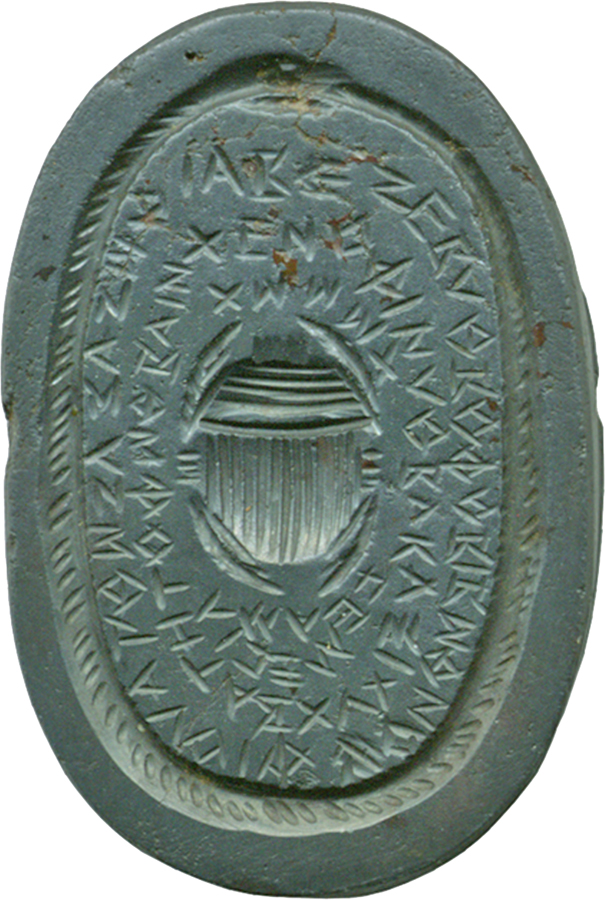
Gemma gnostica con uroboro

Lo gnosticismo fu un movimento sviluppatosi in ambiente ellenistico-romano (soprattutto ad Alessandria d'Egitto) nel II-III secolo e suddiviso in numerose scuole, che interessò anche il cristianesimo delle origini . Il serpente era il principale animale simbolico delle correnti degli Ofiti (dal greco ὄφις, ofis, "serpente") e dei Naasseni (dall'ebraico nâhâsh, "serpente"), che gli attribuivano facoltà demiurgiche e talvolta lo associavano al Cristo. Anche il dio gnostico Abraxas era un ibrido umano-animale, con la testa di gallo e il corpo di serpente e diffusissimi erano i suoi talismani con scritte magiche incorniciate dal serpente uroboro, quale simbolo del dio Aion, espressione gnostica della totalità del tempo, dello spazio e dell'oceano primordiale che separava il regno superiore dello pneuma, dalle tenebrose acque del mondo inferiore.

### Mitologia norrena
Nella mitologia norrena, l'uroboro appare come il serpente Jörmungandr, uno dei tre figli di Loki e Angrboda, che divenne così grande da poter circondare il mondo e afferrare la coda tra i denti. Nelle leggende di Ragnar Lodbrok, in particolare nel Ragnarssona þáttr, il re Geatish Herraud regala un piccolo lindworm a sua figlia Þóra Town-Hart. Il lindworm diventa quindi un grande serpente che circonda la camera da letto della ragazza, imprigionandola in un anello in cui si morde la coda. Ragnar Lodbrok combatte contro la creatura e dopo averla uccisa sposa Þóra. Ragnar in seguito ha un figlio con un'altra donna di nome Kráka e questo figlio nasce con l'immagine di un serpente bianco in un occhio. Questo serpente circondò l'iride e si morse la coda, e il figlio fu chiamato "Sigurd Serpente nell'Occhio".

### Tradizione alchemica

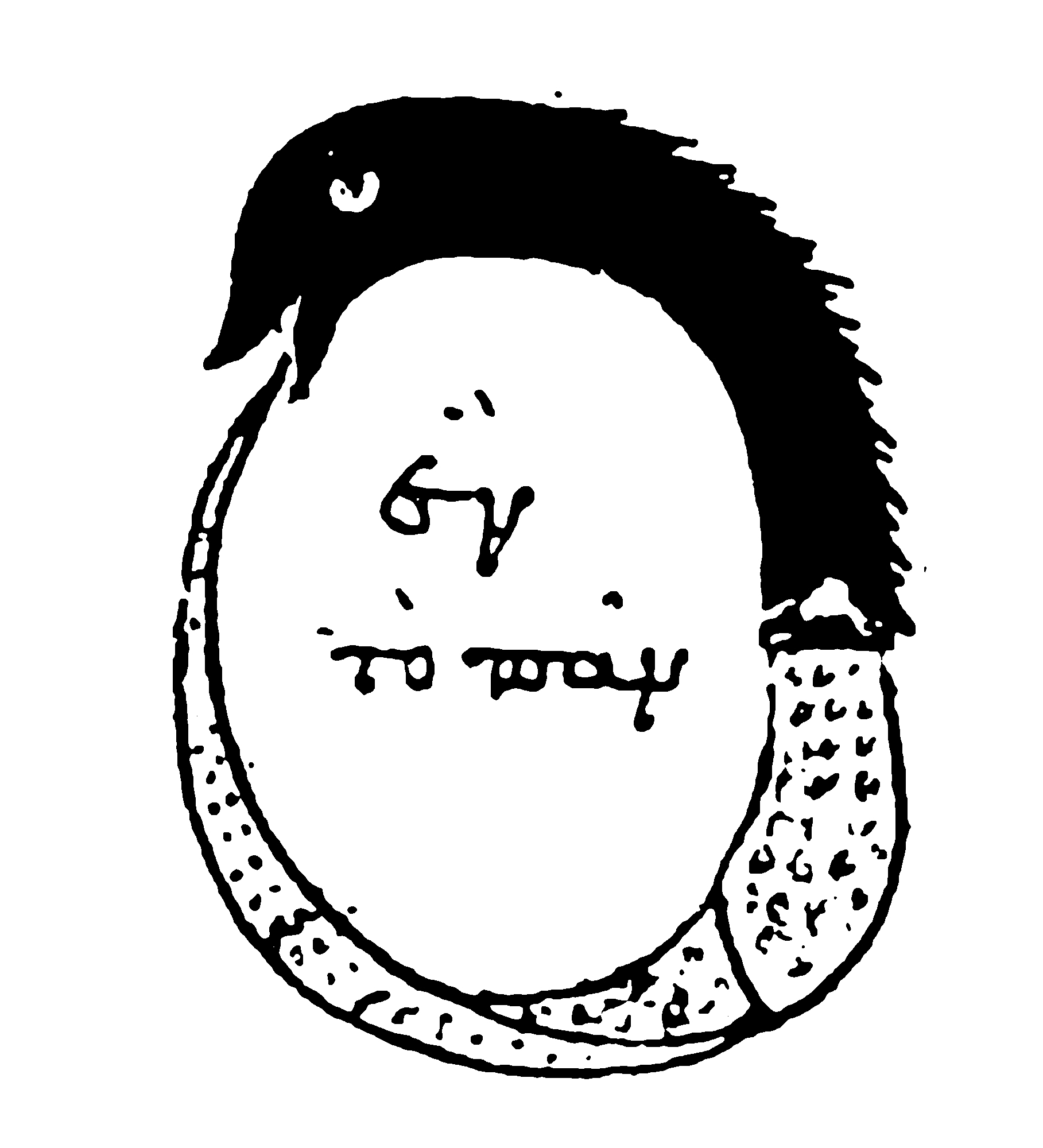
L'uroboro nella Chrysopoeia di Cleopatra (uroboro, Ἓν τὸ πᾶν, «L'Uno il Tutto»)

Nella tradizione alchemica l'uroboro è un simbolo palingenetico (dal greco πάλιν, palin, "di nuovo" e γένεσις, génesis, "creazione, nascita", ovvero "che nasce di nuovo") che rappresenta il processo alchemico, il ciclico susseguirsi di distillazioni e condensazioni necessarie a purificare e portare a perfezione la "Materia Prima". Durante la trasmutazione la Materia Prima si divide nei suoi principi costitutivi, per questo motivo l'uroboro alchemico viene spesso rappresentato anche nella forma di due serpenti che si rincorrono le code. Quello superiore, alato, coronato e provvisto di zampe rappresenta la Materia Prima in forma volatile, quello sottostante il residuo fisso, dalla loro ri-unione in un unico uroboro con le zampe e incoronato (quindi vincitore), si ottiene la pietra filosofale, il "grande elisir" o "quintessenza".
La più antica rappresentazione di un uroboro collegato all'alchimia si trova in una raccolta di scritti greci dell'XI secolo che illustra un trattato sulla "produzione dell'oro" scritto da un'alchimista chiamata Cleopatra vissuta ad Alessandria d'Egitto nel tardo IV secolo d.C.
La Chrysopoeia di Cleopatra (da χρυσός, chrysós, "oro" e ποιεῖν, poieîn, "fare"), contiene l'immagine di un uroboro, metà bianco e metà rosso, con all'interno la scritta ἒν τὸ Πᾶν (hèn tò Pân), traducibile come "l'Uno (è) il Tutto" oppure «Tutto è Uno».
Nella stessa pagina si trova un alambicco, alcuni simboli alchemici e un cerchio composto da tre anelli concentrici con scritte in greco che specificano ulteriormente il significato del serpens qui caudam devorat. Nel cerchio centrale si riconoscono i simboli dell'argento (mezzaluna) e dell'argento aurificato (semicerchio radiante). Nel primo anello si legge: "Uno (è) il Tutto; e per lui il Tutto e in lui il Tutto; e se non contiene il Tutto, il Tutto è nulla". Nel secondo anello una seconda scritta riporta la frase "Il Serpente è Uno, colui che ha il veleno con le due composizioni". Questi motti ricordano la famosa espressione eraclitea "Tutte le cose sono uno", riadattata da Plotino nel detto "Tutto è ovunque e tutto è uno e uno è tutto".
Altra celebre immagine dell'uroboro, anche questa di origine alessandrina, è quella riprodotta da Theodoros Pelecanos nel 1478 sulla base del Synosius un manoscritto andato perduto e attribuito a Sinesio di Cirene (370-413 d.C.). In questa figura si vede l'uroboro più simile a un drago, con le zampe, la cresta e il corpo color rosso e verde.
Anche nell'alchimia islamica la cosmologia e la concezione ermetica dell'Uno-Tutto si incarnano nella figura dell'uroboro come si può vedere in un antico e celebre manoscritto arabo, il Kitab al-Aqalim di Abu' l-Qāsim al-ʿIrāqī ispirato ai geroglifici egizi (Londra, British Library, MS Add 25724). In esso un serpente che si morde la coda racchiude i quattro elementi che danno origine al cosmo.

### Altri riferimenti storici
È opinione comune tra popoli indigeni delle pianure tropicali del Sud America che le acque ai margini del disco del mondo siano circondate da un serpente, spesso un anaconda, che si morde la coda.
L'uroboro ha alcune caratteristiche in comune con il biblico Leviatano. Secondo lo Zohar, il Leviatano è una creatura singolare senza compagno, "la sua coda è posta nella sua bocca", mentre Rashi su Baba Batra 74b lo descrive come "contorcendosi e abbracciando il mondo intero". L'identificazione sembra risalire ai poemi di Kalir nel VI-VII secolo.

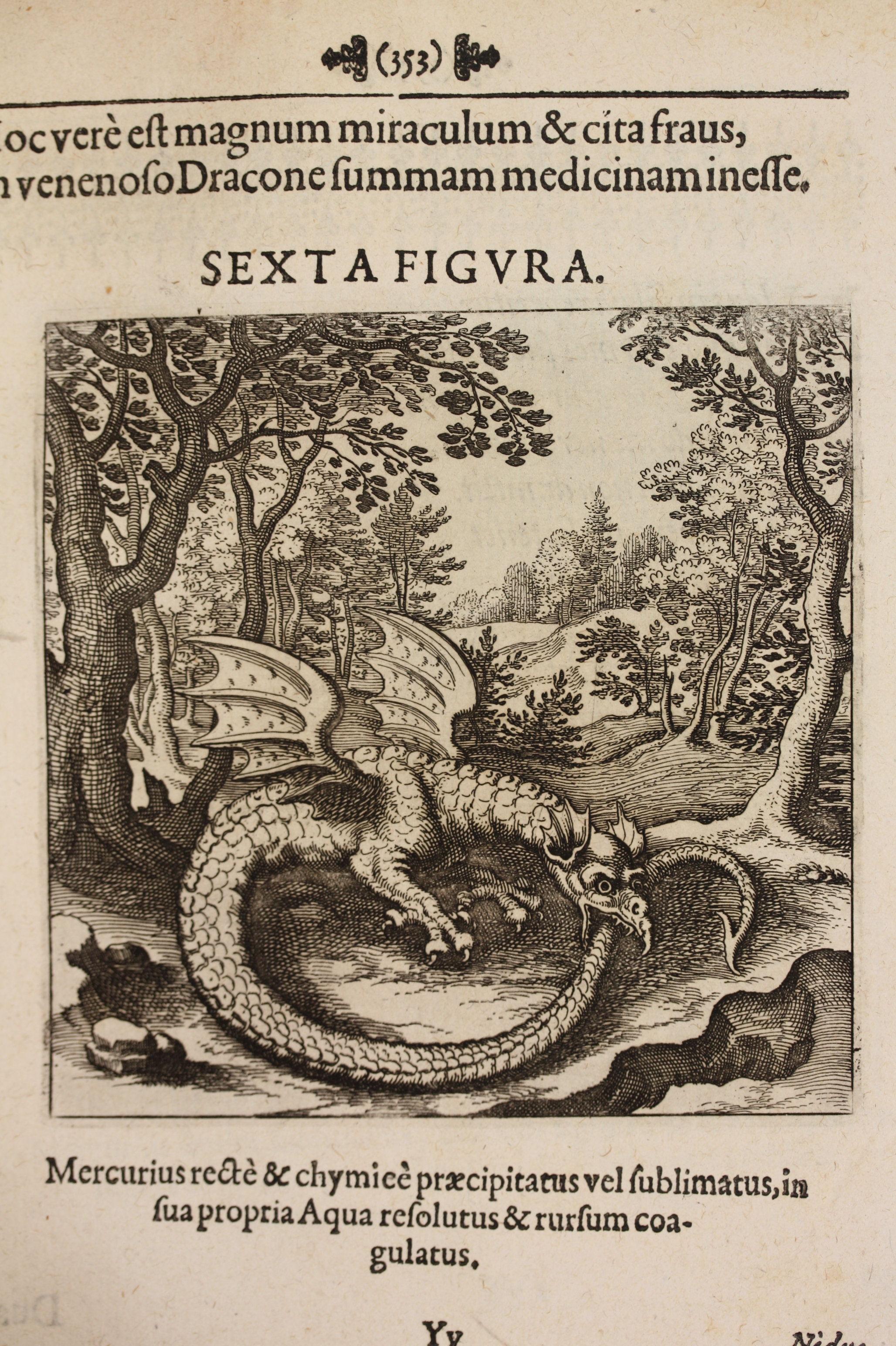
Sesta Figura del De Lapide Philosophico di Lambsprinck contenuto nel Museum Hermeticum
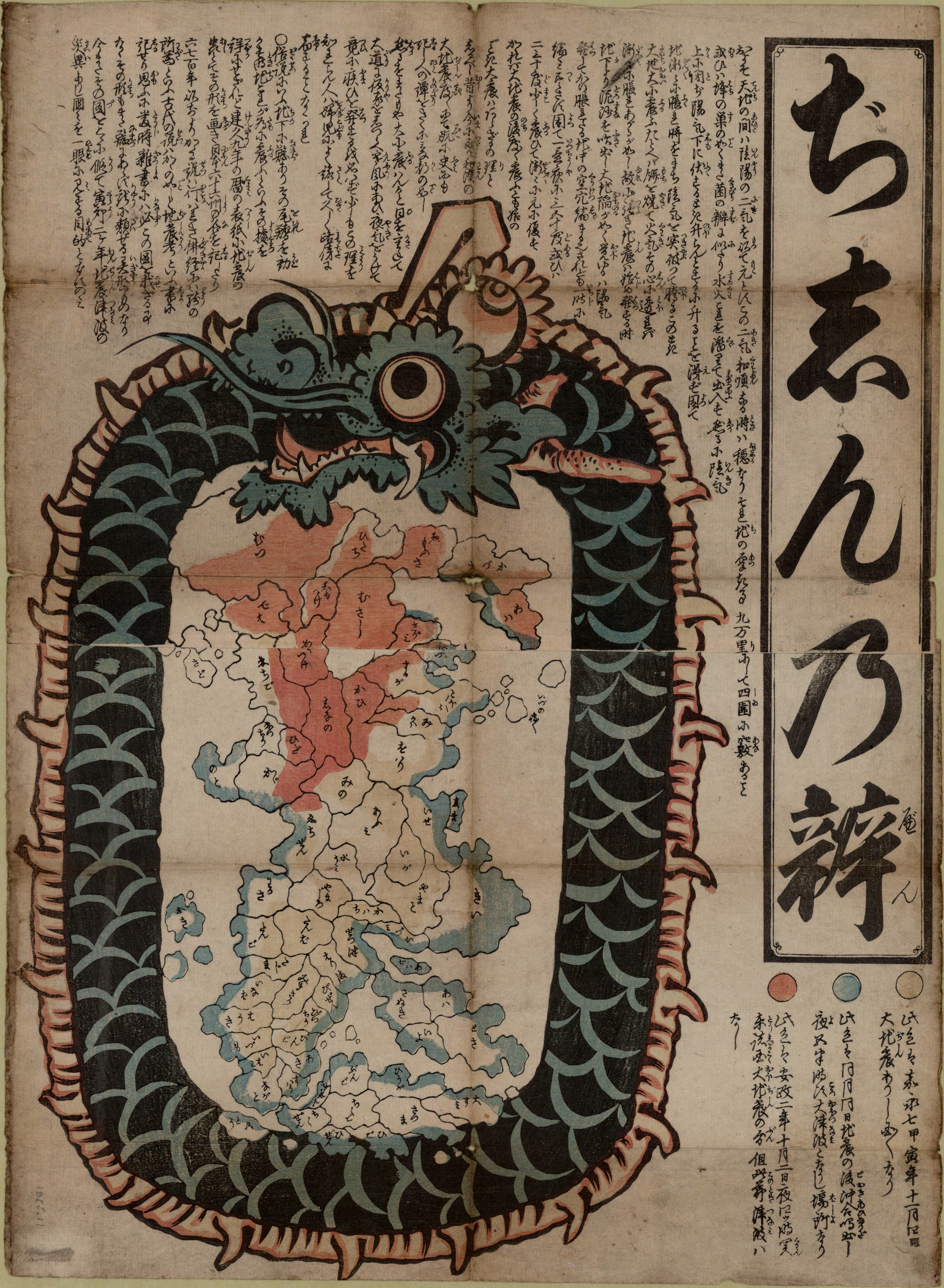
Antica Mappa del Giappone con l'uroboro quale simbolo della forza della natura che causa i terremoti
Uroboro come emblema della Società Teosofica
Uroboro come forma base dell'anello aromatico del benzene proposta dal chimico Kekulé
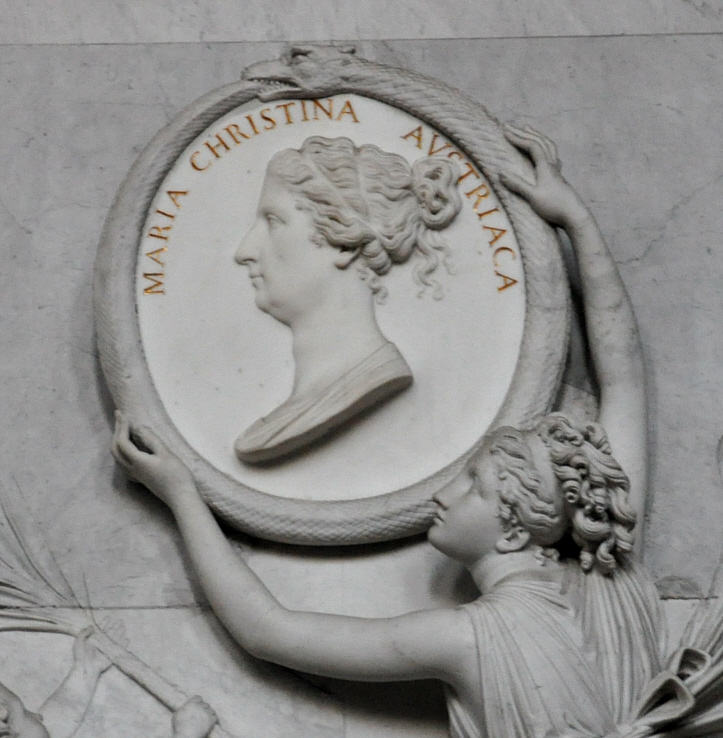
Uroboro che circonda il ritratto di Maria Cristina d'Austria scolpito dal Canova per il suo Mausoleo
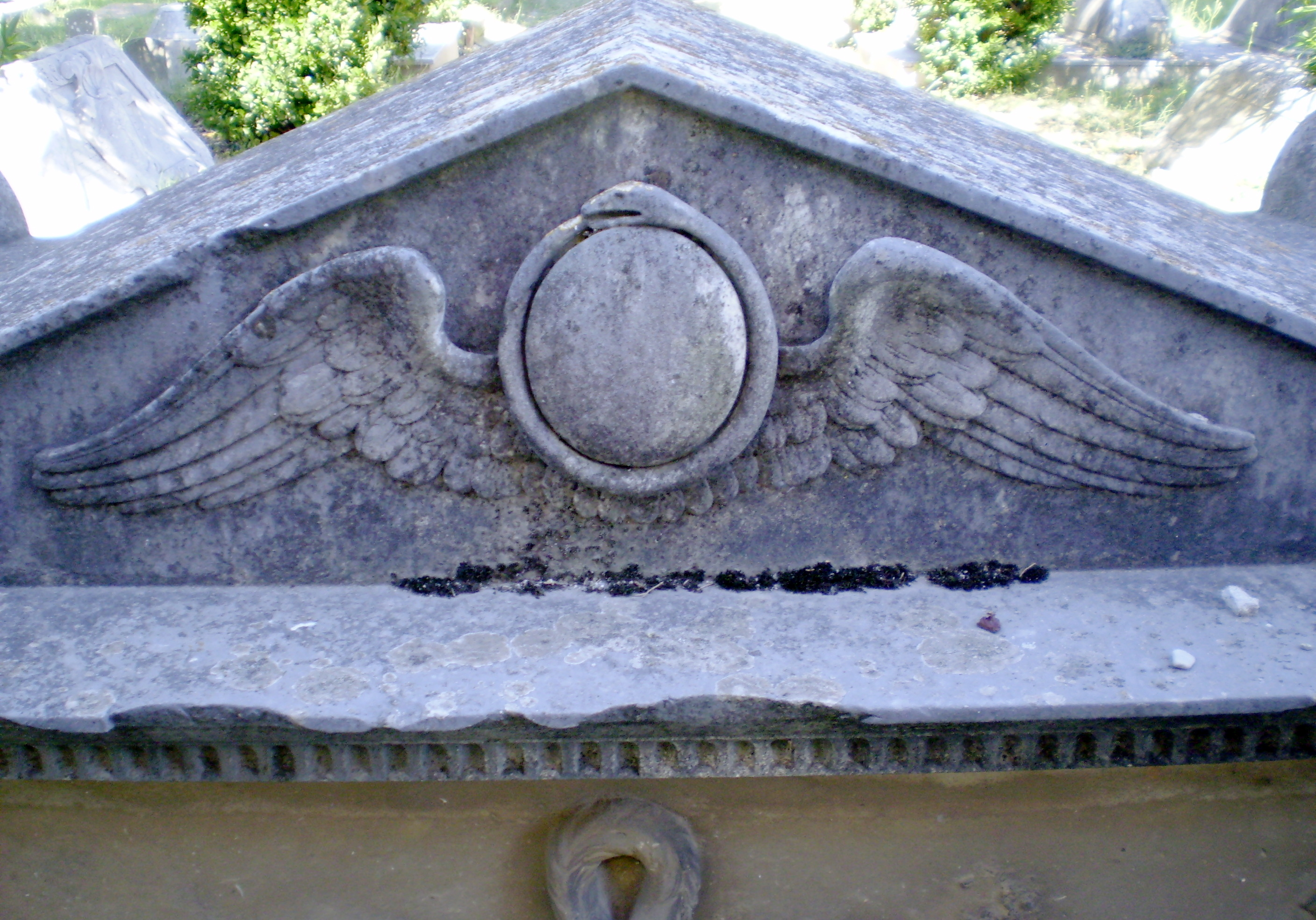
Esempio di uroboro utilizzato nell'Arte Funeraria come simbolo di rinascita nel cimitero ebraico dei Lupi di Livorno

## Influenza nella cultura
Esempi di uroboro si trovano nel monumento funebre a Maria Cristina d'Austria del 1805, a Vienna, nel quale Antonio Canova pone sul vertice della piramide un medaglione col busto della defunta racchiuso in un uroboro, e nel Pantheon di Roma dove, sul monumento funebre al cardinale Consalvi, lo scultore Bertel Thorvaldsen ha raffigurato un uroboro che circonda il cristogramma.
L'uroboro era anche presente nella bandiera della Reggenza Italiana del Carnaro, lo Stato indipendente fondato a Fiume da Gabriele D'Annunzio nel 1919.
Per quanto riguarda l'ambito letterario, il serpente è stato usato come allegoria della ciclicità del tempo anche dal filosofo tedesco Friedrich Nietzsche in Così parlò Zarathustra (1883-1885), precisamente nel discorso "La visione e l'enigma", anche se non menziona precisamente la figura dell'Uroboro. Il serpente Ouroboros è il titolo di un romanzo fantasy del 1922 di Eric Rücker Eddison. Nel celebre romanzo di Michael Ende La storia infinita (1979), il talismano Auryn è basato sull'uroboro.
Nella cultura di massa il simbolo conta numerose raffigurazioni, in ambito letterario, cinematografico, televisivo, fumettistico e videoludico, specie in ambientazioni di genere fantasy o del mistero. Il simbolo è ricorrente, ad esempio, nelle serie televisive Dark, L'esercito delle 12 scimmie, Teen Wolf, Freaks!, Millennium, The Lost World, Hemlock Grove, Altered Carbon e Vikings, così come nei manga e anime giapponesi Fullmetal Alchemist, The Seven Deadly Sins e Tokyo Revengers.
In una puntata della serie televisiva X-Files la coprotagonista Dana Scully se ne fa tatuare uno sulla schiena. L'uroboro è anche il simbolo del personaggio Hazama nel gioco BlazBlue: Continuum Shift. Ouroboros è anche il titolo dato a un episodio della quattordicesima stagione di Supernatural. Anche il popolare gioco Fortnite Battle Royale presenta alcuni costumi cosmetici per il personaggio, Trina e Paradosso, con il simbolo dell'Uroboro sulle loro maglie. Nel videogioco Shin Megami Tensei: Strange Journey appare come boss principale del Settore Eridanus.
Il nome Ouroboros compare anche nel manga Four Knights of the Apocalypse come il coltello da taglio di Percival.
Uroboros è anche il nome del più potente virus sviluppato da Albert Wesker nella serie di videogiochi Resident Evil.
La prima puntata della seconda stagione delle serie Loki ha come titolo "Ouroboros", nome anche di uno dei personaggi della puntata.
L'album degli Alan Parsons Project Vulture Culture (1985) rappresenta un uroboro in copertina.